# Meir Argov
Meir Argov, născut cu numele de Meyer Grabovsky (în ebraică מאיר ארגוב‎ și în rusă Меир Аргов) (n. 1905, orașul Rîbnița, Imperiul Rus, astăzi în Republica Moldova - d. 24 noiembrie 1963, Ierusalim) a fost un activist sionist și om politic israelian originar din Basarabia, care a deținut funcția de deputat în Knesset-ul (Parlamentul) statului Israel (1949-1963).

## Biografie
Meir Argov s-a născut în anul 1905, în orașul Rîbnița din Imperiul Rus, astăzi în regiunea Transnistria din Republica Moldova, numindu-se la naștere Meyer Grabovsky. El a studiat la un “Heder”, la un gimnaziu și apoi la Universitatea din Kiev.
El s-a implicat în activitățile de tineret ale mișcării sioniste încă din tinerețe, conducând mișcarea HeHalutz din Ucraina și devenind membru al Comitetului Central al Tineretului Sionist în anul 1917. Este arestat pentru activități sioniste în anul 1922, apoi pentru a doua oară în 1924, după care a fost expulzat din Uniunea Sovietică.
În anul 1927 el a imigrat în Palestina aflată sub mandat britanic și a lucrat în agricultură. A îndeplinit funcțiile de secretar al Sindicatului Muncitorilor din Petah Tikva (1929-1939), membru al Vaad Leumi în 1930 și a fost ales în Consiliul Municipal din Petah Tikva în 1931. După începerea celui de-al doilea război mondial, el s-a înrolat în anul 1940 ca voluntar în Armata Britanică și a luptat cu Brigada Evreiască în Italia. După război, participă la activitățile de salvare a evreilor care încercau să imigreze în Palestina.
Meir Argov (încă numindu-se Grabovsky) a fost unul dintre semnatarii declarației de independență a statului Israel la 14 mai 1948 și imediat s-a alăturat Consiliului Provizoriu de Stat, ca reprezentant al partidului Mapai (al cărui membru al Comitetului Central devenise). A fost ales ca deputat în primul Knesset (Parlament) al statului Israel în anul 1949, fiind reales după alegerile din 1951, 1955, 1959 și 1961. Începând din anul 1951 a fost președinte al Comitetului parlamentar pentru afaceri externe și apărare, conducând în această calitate negocierile cu prim-ministrul Republicii Federale Germania, Konrad Adenauer, cu privire la restabilirea relațiilor Israelului cu Germania și la reparațiile cuvenite evreilor supraviețuitori Holocaustului nazist. De asemenea, a fost membru al Comitetului pentru locuințe (1949-1951), al Comitetului pentru afaceri externe și apărare (1949-1963) și al Comitetului pentru afaceri interne (1959-1963).
Meir Argov a încetat din viață la data de 24 noiembrie 1963, în orașul Ierusalim.

## Lucrări publicate
- Struggles: A Collection of Articles and Essays (1971)

## Funcții publice în Israel
Meir Argov a deținut următoarele funcții publice:
- deputat în Knesset din partea Mapai - Partidul Muncitorilor din Eretz Israel (1949-1963)